# L'Effroi
L'Effroi è un cortometraggio muto del 1913 diretto da Louis Feuillade e da Georges-André Lacroix.

## Produzione
Il film fu prodotto dalla Société des Etablissements L. Gaumont.

## Distribuzione
Il film - un cortometraggio in una bobina - uscì nelle sale cinematografiche francesi nel 1913. Non si conoscono copie ancora esistenti della pellicola che si ritiene presumibilmente perduta.